# Żyrardów

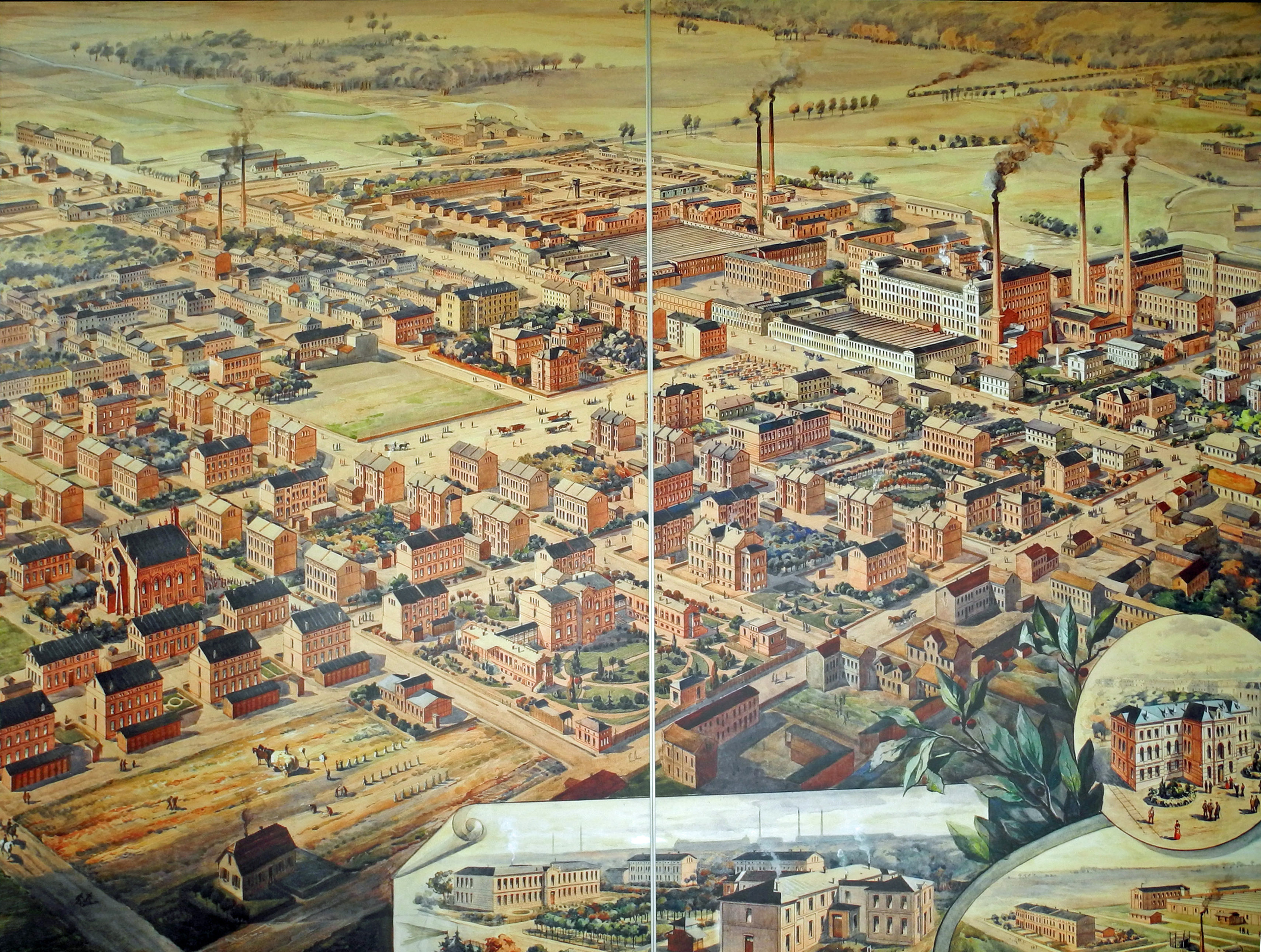
Alte Ansicht von Żyrardów

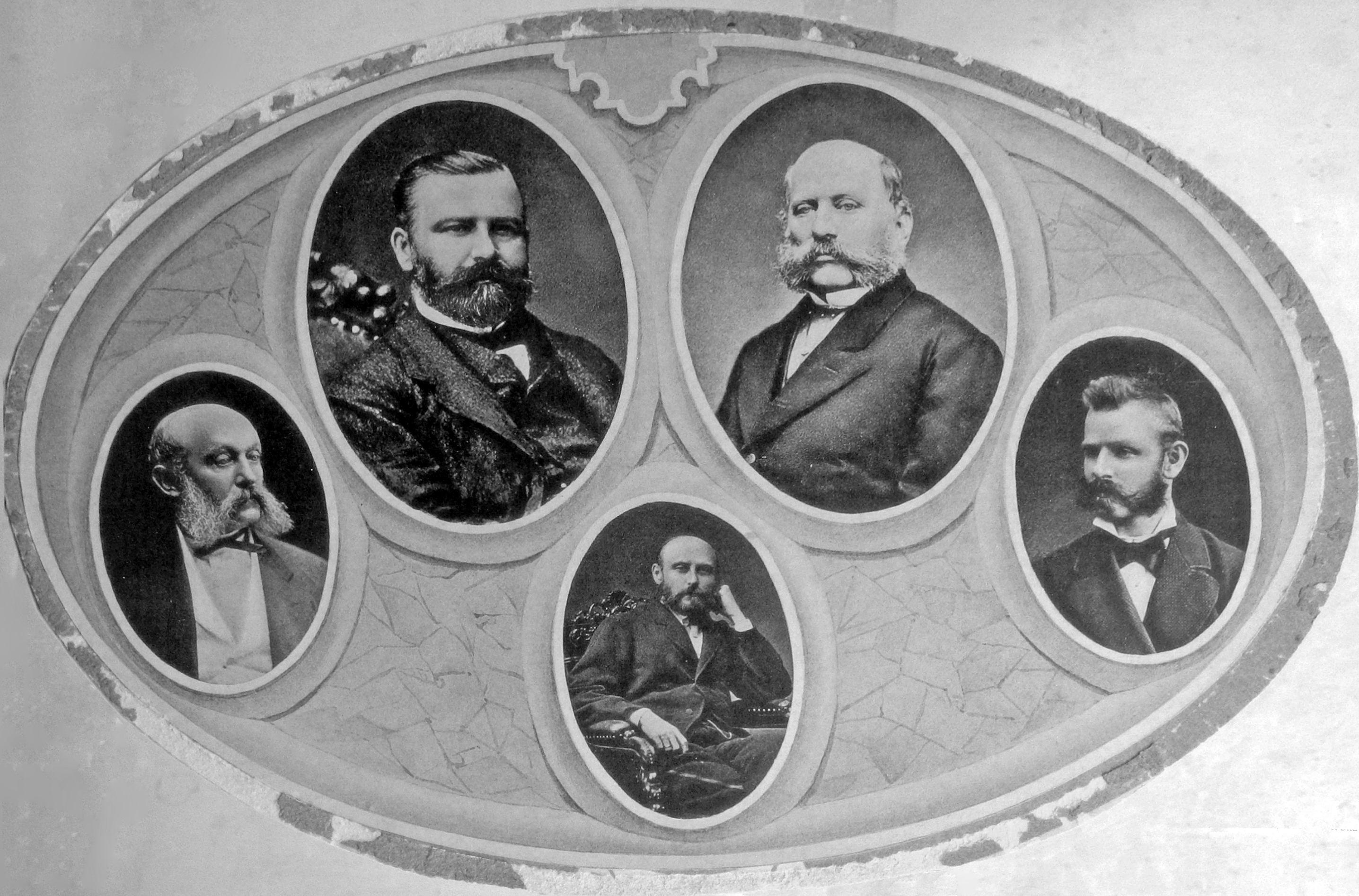
Gesellschafter der Fa. Hielle & Dittrich

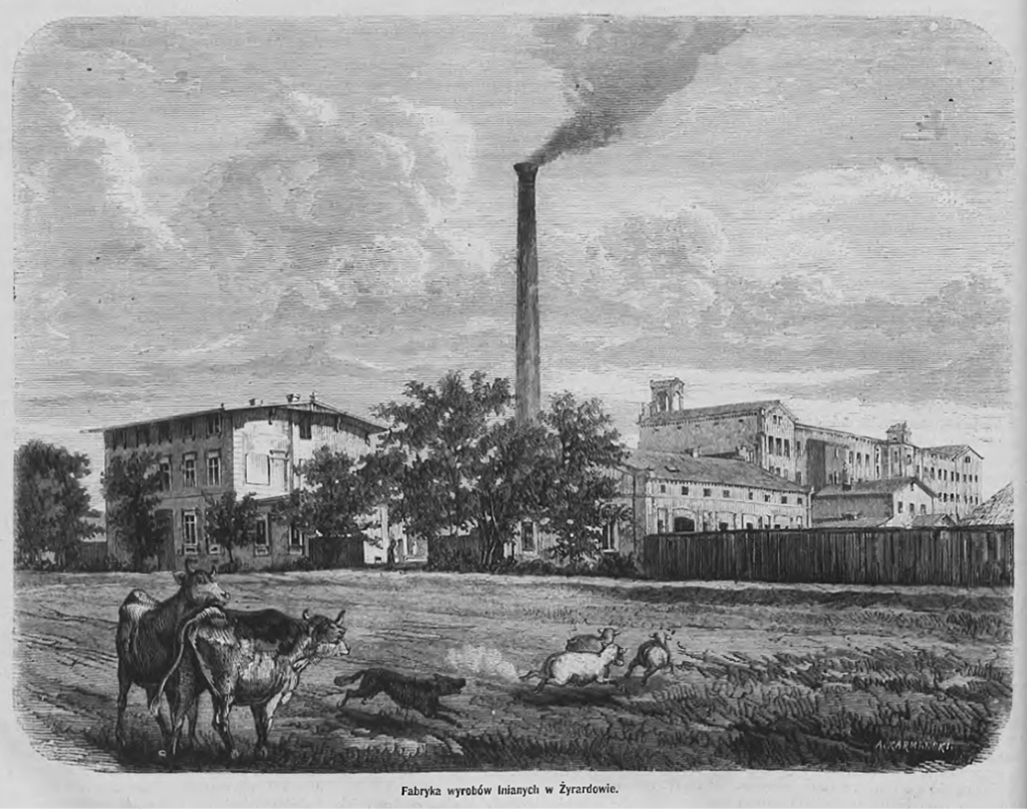
Ansicht der Leinenfabrik um 1870

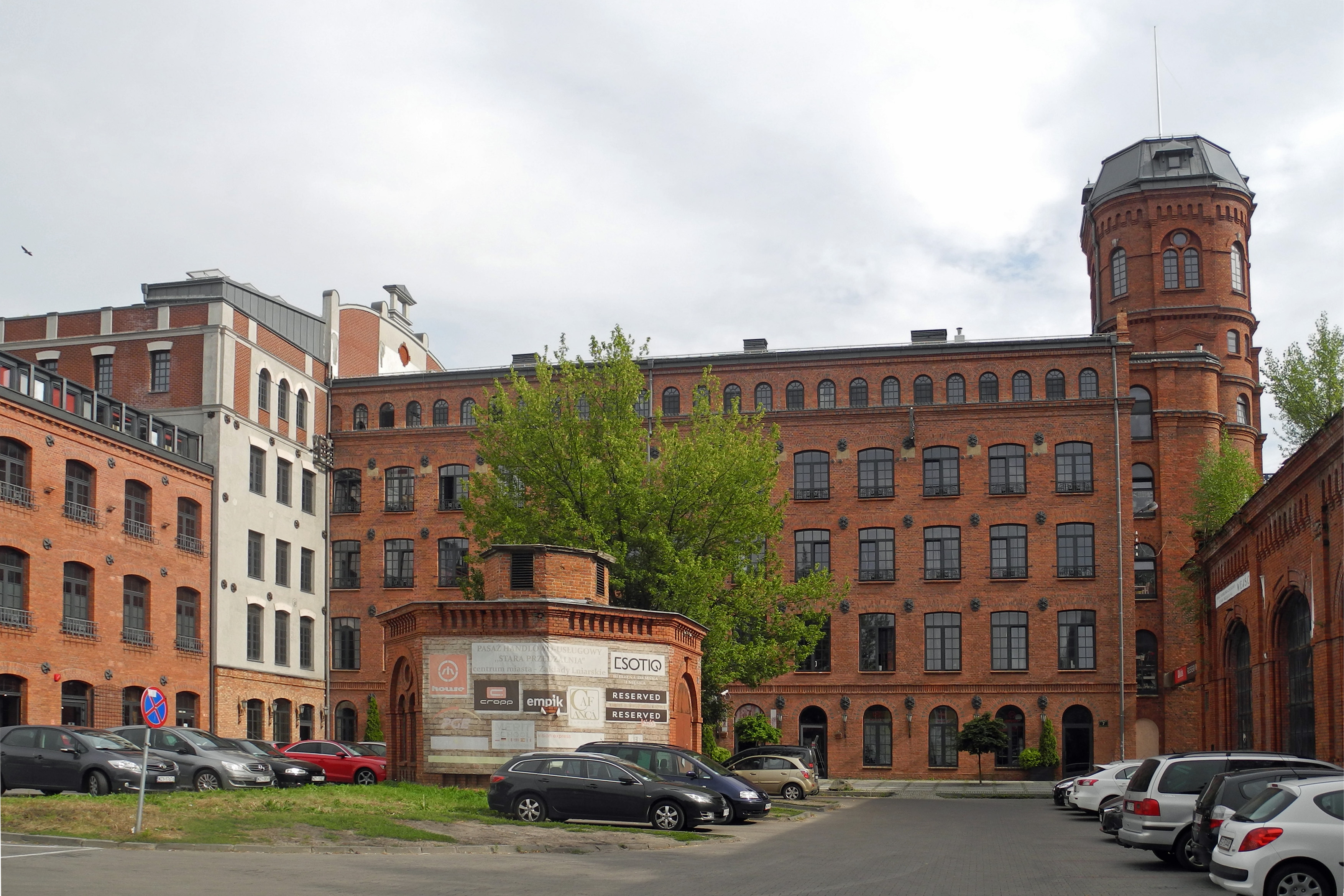
Alte Spinnerei

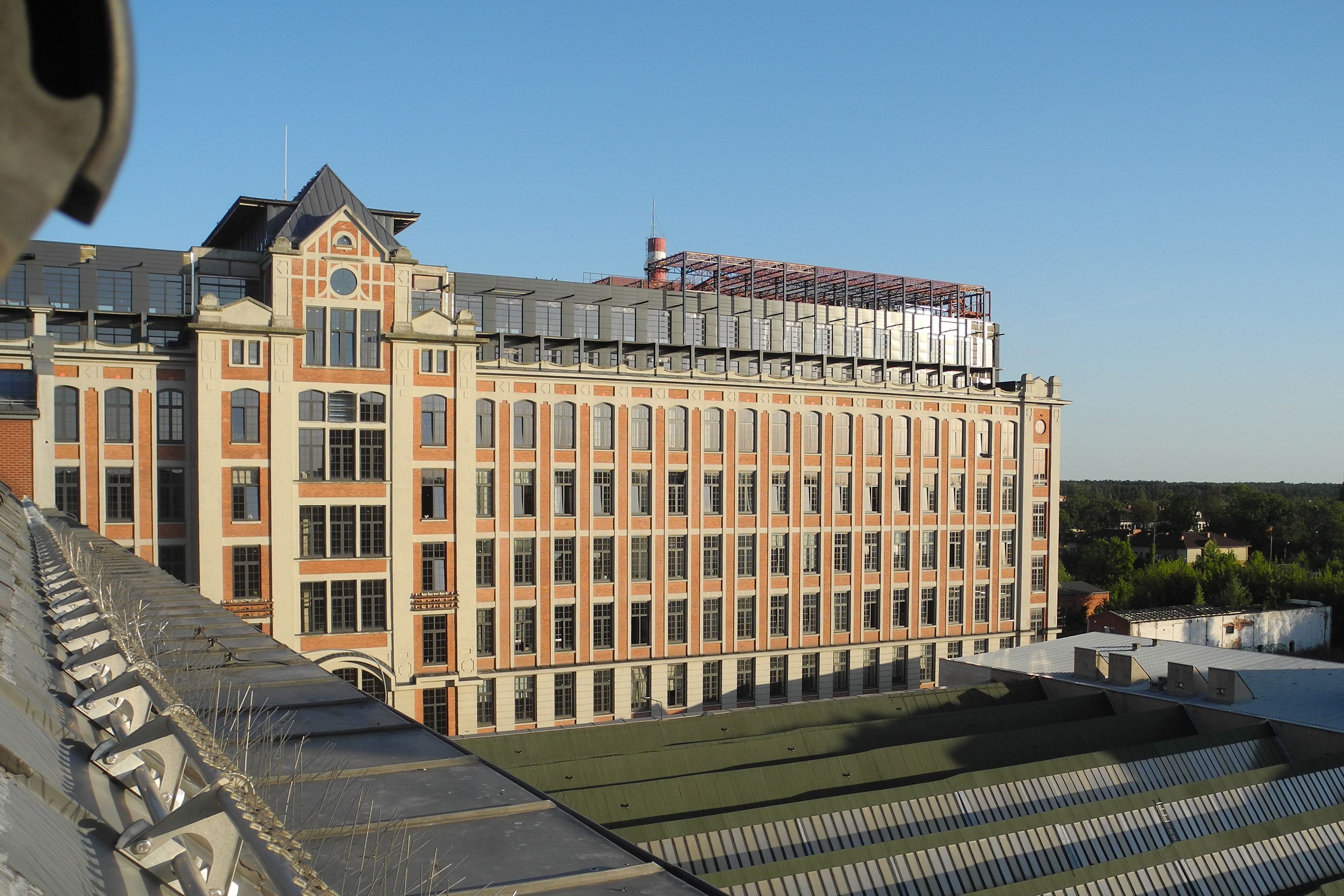
Neue Spinnerei

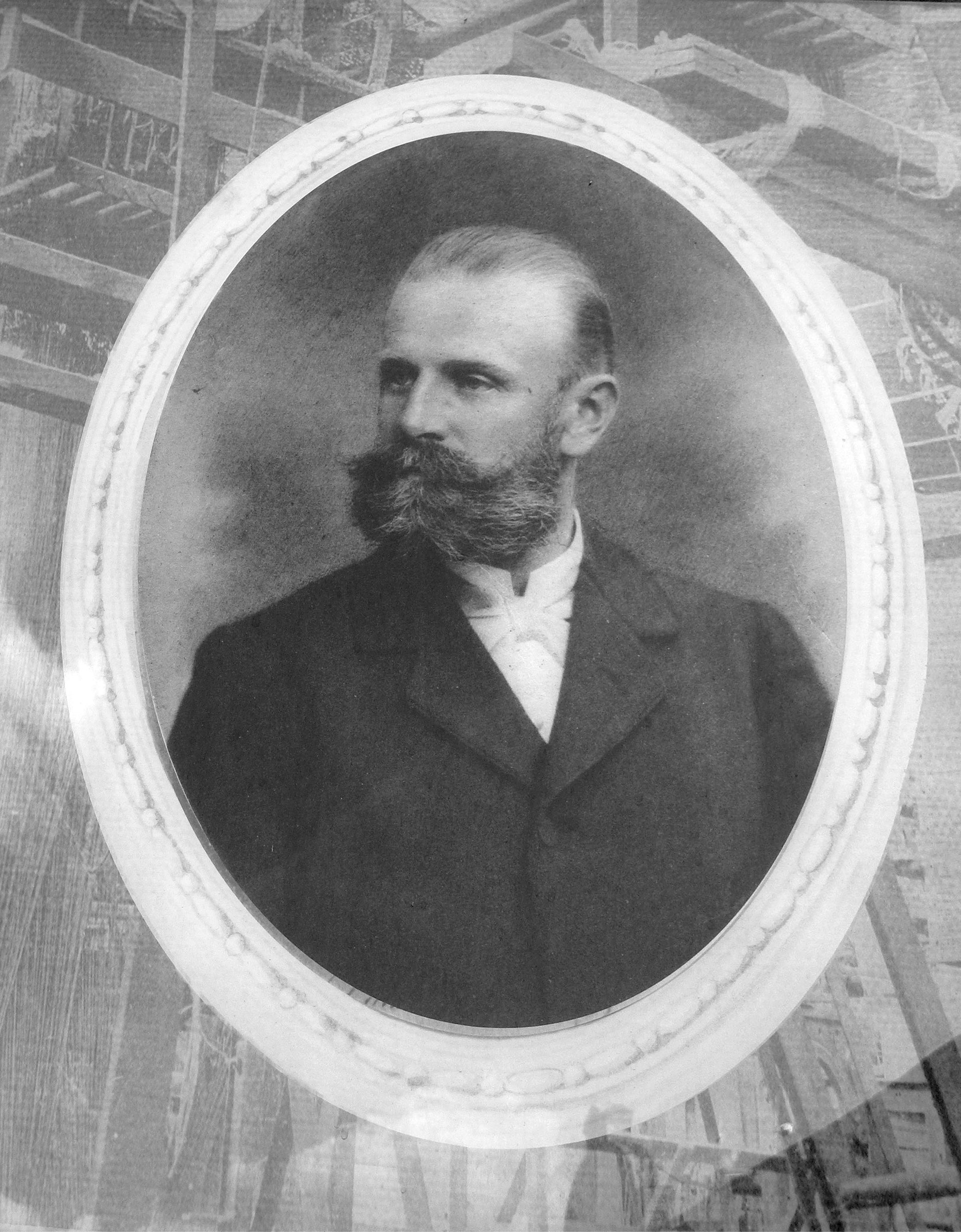
Karl Dittrich jr.

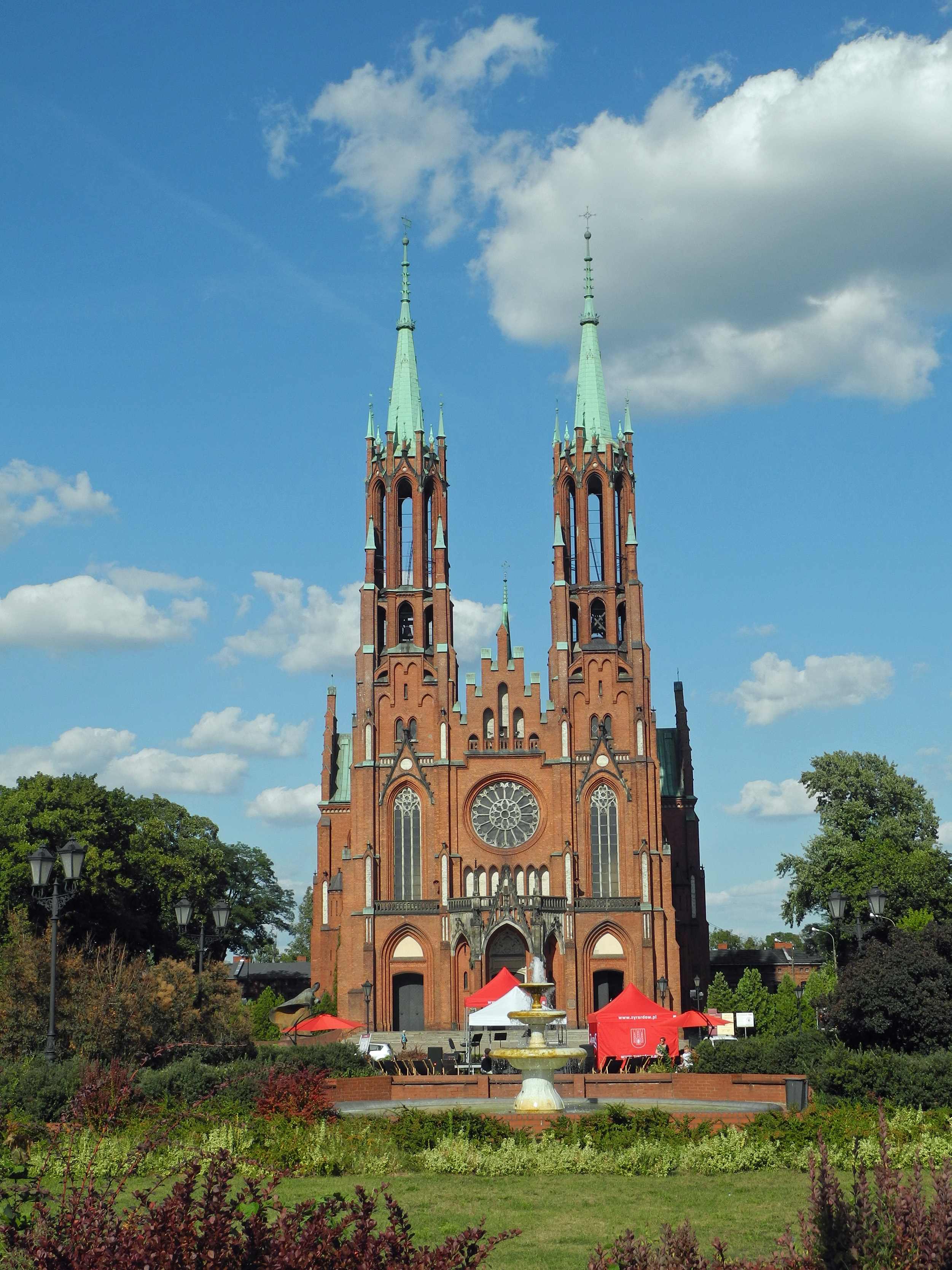
Pfarrkirche Maria Trost

Żyrardów [ʒɨ'rarduf] ist eine polnische Kreisstadt mit 41.000 Einwohnern in der Woiwodschaft Masowien. Sie liegt 45 km südwestlich der polnischen Landeshauptstadt Warschau.

## Geschichte
Die Geschichte ist eng mit der Entwicklung der Leinenfabrikation in dem hier ansässigen Firmenkomplex verbunden.

### Karol Scholtz & Comp.
Die Geschichte der heutigen Stadt Żyrardów begann im Jahr 1829/30, als der Unternehmer Karol Scholtz das Unternehmen „Karol Scholtz & Comp.“ gegründet und beschlossen hatte, eine Leinenweberei im damaligen Dorf Ruda Guzowska, das zum Besitz der Grafen Łubieński gehörte, aufzubauen.
Diese Firma war 1828 von Philippe de Girard zunächst in Marymont (heute ein Stadtteil von Warschau) gegründet worden. Jan Jakub Gay hatte von 1829 bis 1833 die sogenannte „Alte Spinnerei“ errichtet, so dass im Jahr 1833 die Leinenweberei „Karol Scholtz & Comp.“ ihre Arbeit als erste Leinenfabrik im russischen Reich aufnehmen konnte. Der Name der späteren Stadt Żyrardów wurde vom Namen des französischen Ingenieurs und ersten technischen Leiters der Fabrik Philippe de Girard abgeleitet. Seine Erfindung einer Flachsspinnmaschine konnte er hier in die Praxis umsetzen. Trotz des guten Rufs seiner qualitätsvollen Produkte hatte das Werk in Żyrardów aufgrund von hohen Produktionskosten und der damit verbundenen Verschuldung keinen wirtschaftlichen Erfolg, so dass es 1847 von der Polnischen Bank (poln. Bank Polski) in Warschau übernommen wurde.
Ab 1845 hatte Żyrardów einen Bahnanschluss durch die neu erbaute Eisenbahnstrecke Warschau–Wien.

### Hielle & Dittrich
Im Jahr 1857 übernahm die Firma „Hielle & Dittrich“, die 1849 von den beiden Unternehmern Carl August Dittrich (1819–1886) und Karl Theodor Hielle (1822–1871) in Schönlinde in Nordböhmen gegründet worden war, von der Polnischen Bank die Textilbetriebe (Flachsspinnerei, Weberei und Bleicherei) in Żyrardów bei Warschau im damaligen Russisch-Polen. Anfangs betrieb die Firma 3000 Spindeln und hatte etwa 500 Beschäftigte. In der Folge firmierte das Unternehmen als „Zyrardower Manufacturen Hielle & Dittrich“. Die Spinnereien und Webereien wurden weiter ausgebaut und eine Fabriksiedlung für die Arbeiter des Werks entstand, so dass die Firma um 1883 bereits 1900 Beschäftigte und einen Umsatz von 1 Mill. Rubel hatte. Zum Firmenimperium gehörte außerdem die Baumwollfabrik in Zduńska Wola bei Sieradz im damaligen Russisch-Polen. Die Textilfabriken prägten in der Folge das Gesicht der Stadt Żyrardów und die Firma entwickelte sich zu einer der größten und modernsten Leinenfabriken des damaligen Europas.
Für die Mitarbeiter wurde ein komplettes Wohngebiet mit heute denkmalgeschützten Backsteinbauten errichtet. In der Fabriksiedlung befanden sich Wohnhäuser für Arbeiter und Führungskräfte sowie Kirchen, Schulen, Kindergärten, ein Krankenhaus und verschiedene Dienstleistungsbetriebe. Die Stadt wurde nach der Idee einer „Stadt im Grünen“ mit einem regelmäßigen Straßennetz, mit Gärten und viel Bäumen erbaut. Diese Siedlung besteht bis heute und bildet das Zentrum der Stadt. Die Stadt war geprägt durch ihre multiethnischen Bewohner. Hier lebten und arbeiteten neben den Polen auch Österreicher und Deutsche, Tschechen und Slowaken, Schotten und Engländer sowie Russen und Kosaken mit unterschiedlichen Konfessionen. Es gab zwei römisch-katholische Kirchen, eine lutherische Kirche, eine russisch-orthodoxe Kirche, eine Baptistenkirche und eine Synagoge für die Juden.
1889 wurde Żyrardów vom persischen Schah Nāser ad-Din Schāh besucht.
Durch die Propaganda linksradikaler Parteien kam es im April 1883 in der Firma zum ersten Massenstreik in Polen. Nach dem Tod von Carl August Dittrich wurde das Unternehmen von seinem Sohn Carl Dittrich jr. (1853–1918) weitergeführt und 1885 in eine Aktiengesellschaft umgewandelt.
Um 1900 waren etwa zehntausend Mitarbeiter beschäftigt. Der Umsatz belief sich auf über sechs Millionen Rubel im Jahr. Damit war die Fabrik in Żyrardów eine der größten Industrieanlagen in Polen. Im Jahr 1900 wurde die Stadt Żyrardów auf der Weltausstellung in Paris als Modellsiedlung vorgestellt.
Die Firma „Hielle & Dittrich“ hatte im damaligen Russland einschl. Russisch-Polen etwa 40 Niederlassungen und Geschäfte zum Verkauf ihrer Leinenprodukte, u. a. in Warschau (in der Krakauer Vorstadt), in Kalisz, in Tschenstochau, in Posen und in St. Petersburg. Ihre Produkte wurden auf vielen Ausstellungen präsentiert, beispielsweise in Paris, München, Berlin, Wien, Budapest und Moskau, wo sie auch erste Preise gewannen. Im Jahr 1913 wurde die sogenannte „Neue Spinnerei“ errichtet. Der Theatersaal Resursa von 1875 und das 1913 erbaute Volkshaus (Kulturhaus) werden noch heute genutzt. Im Jahre 1916 erhielt Żyrardów das Stadtrecht.
Der Sohn des Gründers Carl Dittrich jr. (* 1853 in Schönlinde; † 1918 in Weißer Hirsch/Dresden) war, von 1879 bis 1918 Teilhaber und bis 1899 Direktor der Firma Hielle & Dittrich in Żyrardów, einer der herausragendsten Persönlichkeiten in der Geschichte der Stadt. Noch zu Lebzeiten seines Vaters übernahm er in den 1880er Jahren die Leitung der Zyrardower Manufakturen. Als Direktor von Hielle & Dittrich unterstützte er wichtige Investitionen der Gemeinde Żyrardow, z. B. den Bau von Kirchen, die Errichtung eines katholischen und evangelischen Friedhofs, den Bau einer Schule und eines Krankenhauses. Außerdem förderte er die kulturellen Aktivitäten (Theatersaal Resursa, Konzerthalle, Kulturhaus).
Er übernahm die Schirmherrschaft für kulturelle Projekte und finanzierte Stipendien für talentierte Jugendliche aus Schönlinde und Żyrardów. In den Jahren 1903–1908 finanzierte er das Studium des Schriftstellers und Übersetzers Paweł Hulka-Laskowski (1881–1946) an der Universität Heidelberg. Der „Hofmaler“ der Familie Dittrich war August Frind aus Schönlinde, der die Porträts von Carl August Dittrich und Karl Hielle für die repräsentative Villa in Żyrardów und Altarbilder für die katholische Borromäuskirche und die evangelische Himmelfahrtskirche in Żyrardów geschaffen hat.
In den Jahren 1889–1896 wurde für Karl Dittrich im Stadtpark eine repräsentative Villa im Stil der französischen Neorenaissance errichtet, in der er aber nie gelebt hat und die jetzt als Westmasowisches Museum Żyrardów genutzt wird.
Im Jahr 1899 verkaufte er seine privaten Anteile an der Aktiengesellschaft der Żyrardów-Werke. Das Geld aus dem Verkauf der Aktien (etwa 800.000 Rubel) setzte er für wohltätige und soziale Zwecke ein und war für die Mitarbeiter der Aktiengesellschaft der Żyrardów-Werke bestimmt, z. B. eine Altersrente sowohl für Beamte als auch für einfache Arbeiter. Außerdem unterstützte er damit u. a. den Betrieb eines Waisenhauses, den Bau und die Unterhaltung eines Altenheims und den Bau einer römisch-katholischen und einer evangelischen Kirche sowie die Werkfeuerwehr und ein Fabrik-Orchester. Zusammen mit seinen drei Schwestern gründete er die Namensstiftung seines Vaters, die Angestellten und Arbeitern der Leinenfabriken verzinsliche Sparbücher mit 50 Rubel zur Verfügung stellte, falls diese regelmäßig 3 Prozent ihres monatlichen Einkommens ansparten.

### Nach dem Ersten Weltkrieg
Große Teile des Werks wurden im Ersten Weltkrieg zerstört bzw. im Jahr 1915 von der Russischen Armee demontiert. Im Jahr 1920 befanden sich noch etwa 30 % der Aktien im Besitz von Hielle & Dittrich. Nach dem Wiederaufbau 1923 wurde die Firma von der französischen Aktiengesellschaft Marcel Boussac erworben. Wegen der schlechten Arbeitsbedingungen wurde eine Pressekampagne gegen die Firmenleitung initiiert, in deren Ergebnis die Firma 1936 wieder unter staatliche Verwaltung gestellt wurde. Nach dem Zweiten Weltkrieg wurde das Werk wieder aufgebaut und war dann ein bedeutendes Baumwollkombinat in der Volksrepublik Polen, das dann in den 1990er Jahren in Insolvenz ging.

### Restaurierung und Nutzung in der Gegenwart

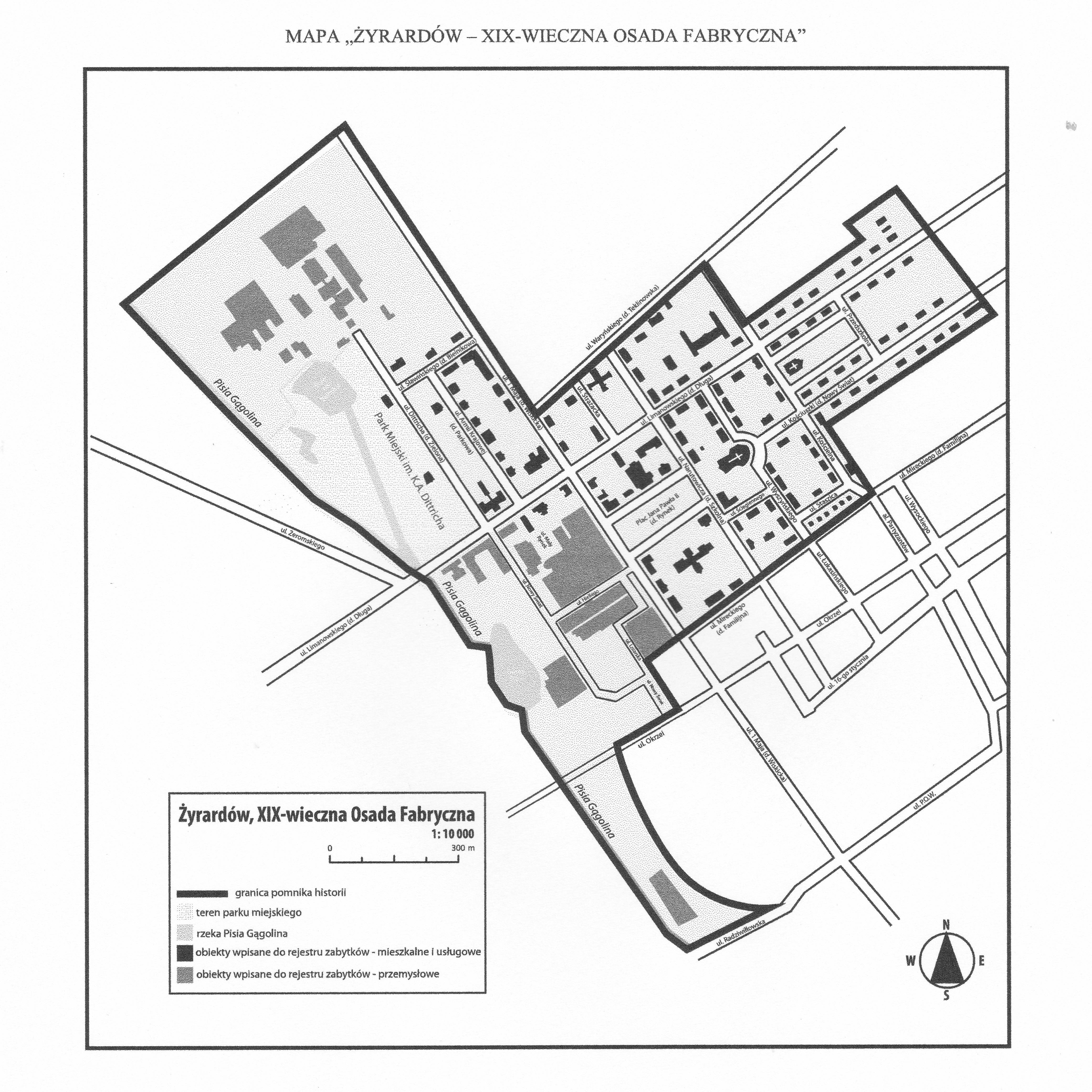
Denkmalschutzgebiet Żyrardów

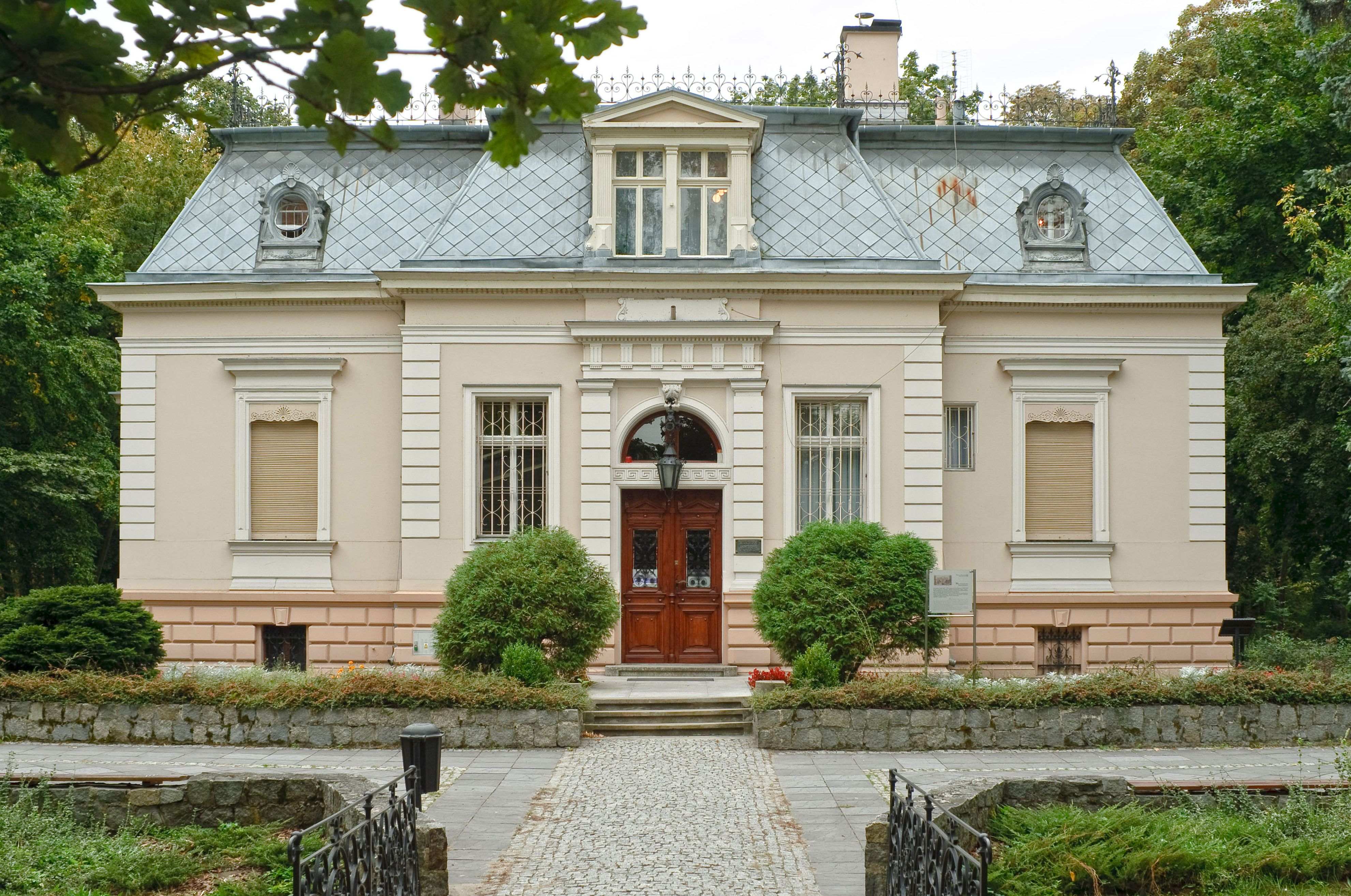
Palais Dittrich

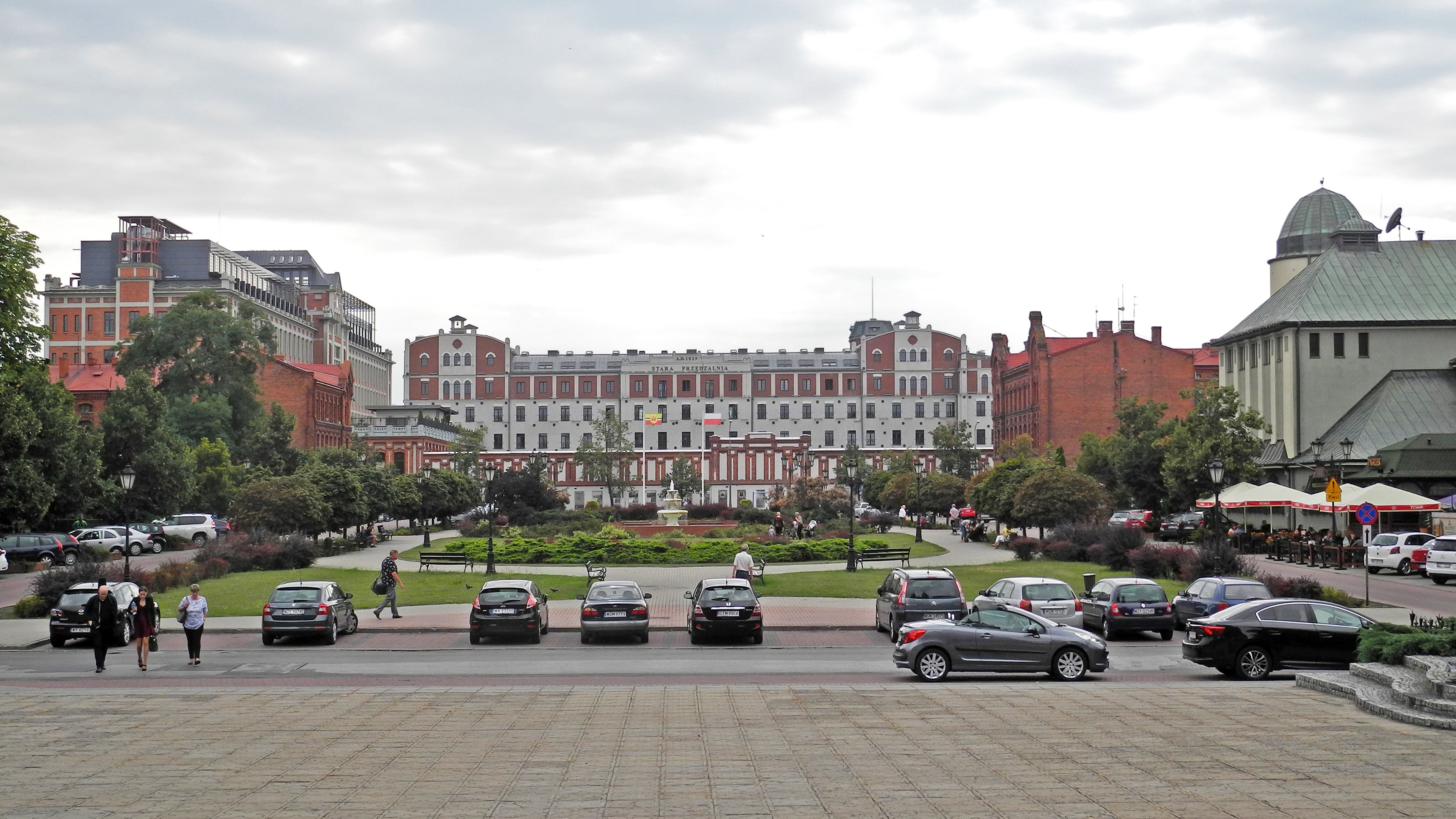
Blick über den Johann-Paul-II.-Platz zur Alten Spinnerei

Die Hauptgebäude Alte Spinnerei (Stara Przędzalnia) und Neue Spinnerei (Nowa Przędzalnia) und einige Nebengebäude wurden bereits saniert. Sie werden als Wohnungen (Lofts – „Lofty de Girarda“), Büroräume, Geschäfte und als Hotel genutzt, weitere Gebäude der Firma warten noch auf Investoren. Die alte Fabriksiedlung ist bewohnt, aber noch nicht saniert.
Gegenwärtig läuft die Restaurierung des Palais Dittrich als Westmasowisches Museum unmittelbar am Stadtpark (Karol-Dittrich-Park) gelegen. Das ehemalige Resursa-Gebäude ist saniert und wird als Hotel, Gaststätte und Infozentrum genutzt.
Die Denkmalliste des Ortes umfasst 296 Objekte. Die meisten Kulturdenkmale der Stadt befinden sich in der historischen Fabriksiedlung (poln. Osada Fabryczna) aus dem 19. Jahrhundert und vom Beginn des 20. Jahrhunderts. Die Fabriksiedlung Żyrardów ist derzeit der einzige vollständig erhaltene städtische Komplex einer Industriestadt aus dieser Zeit in Europa. Die meisten Wohnhäuser und öffentlichen Gebäude üben noch ihre alten Funktionen aus. Im Jahr 2012 wurde der Fabriksiedlung der Status eines Denkmalschutzgebiets verliehen. Dies ist die höchste Form des Denkmalschutzes in Polen. Die historische Siedlung von Żyrardów zählt damit zu den 50 wichtigsten Denkmälern in Polen.
Der erste Bürgermeister der Stadt ab 1915 war Józef Procner (1864–1952).

## Sehenswürdigkeiten

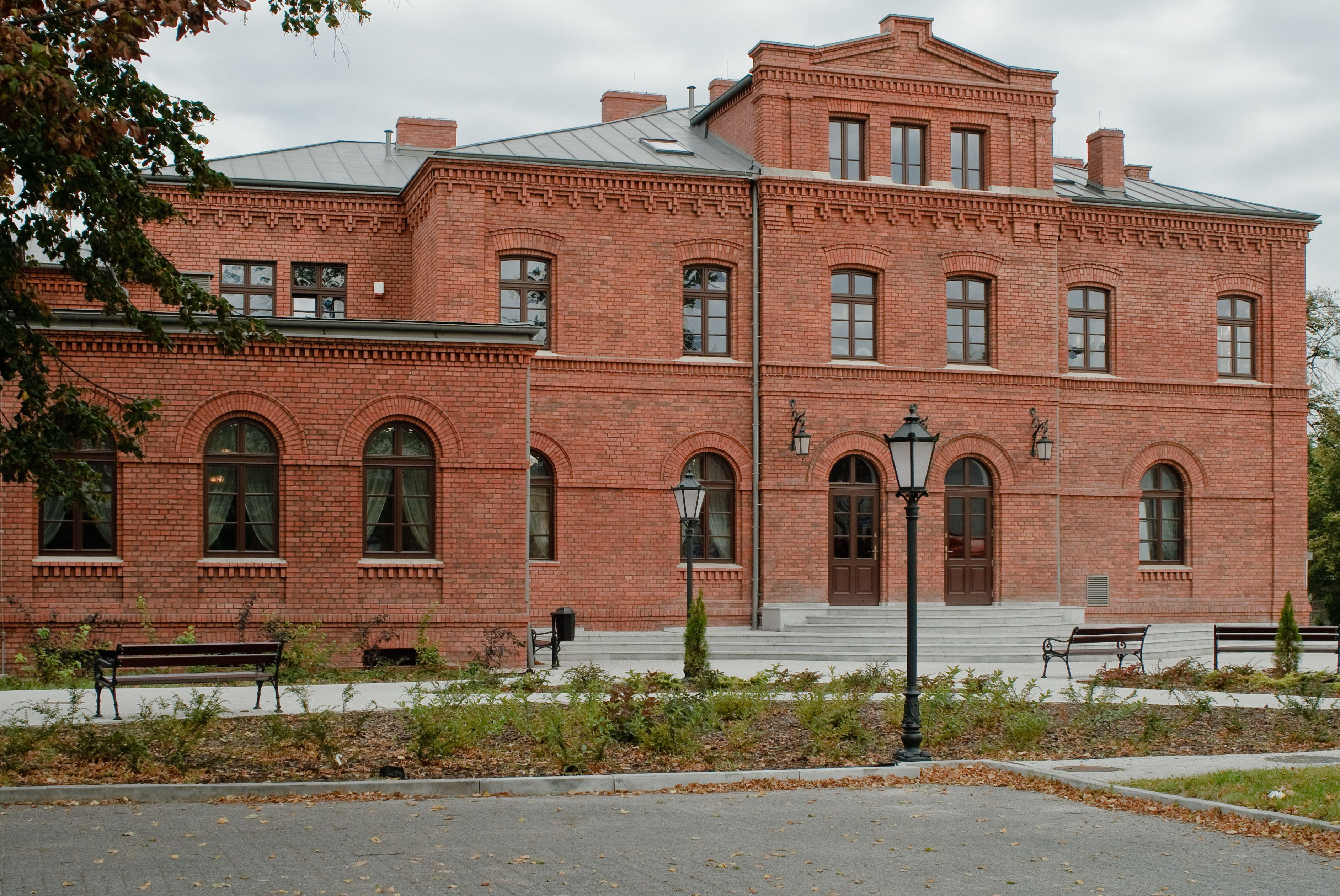
Multifunktionshaus Resursa

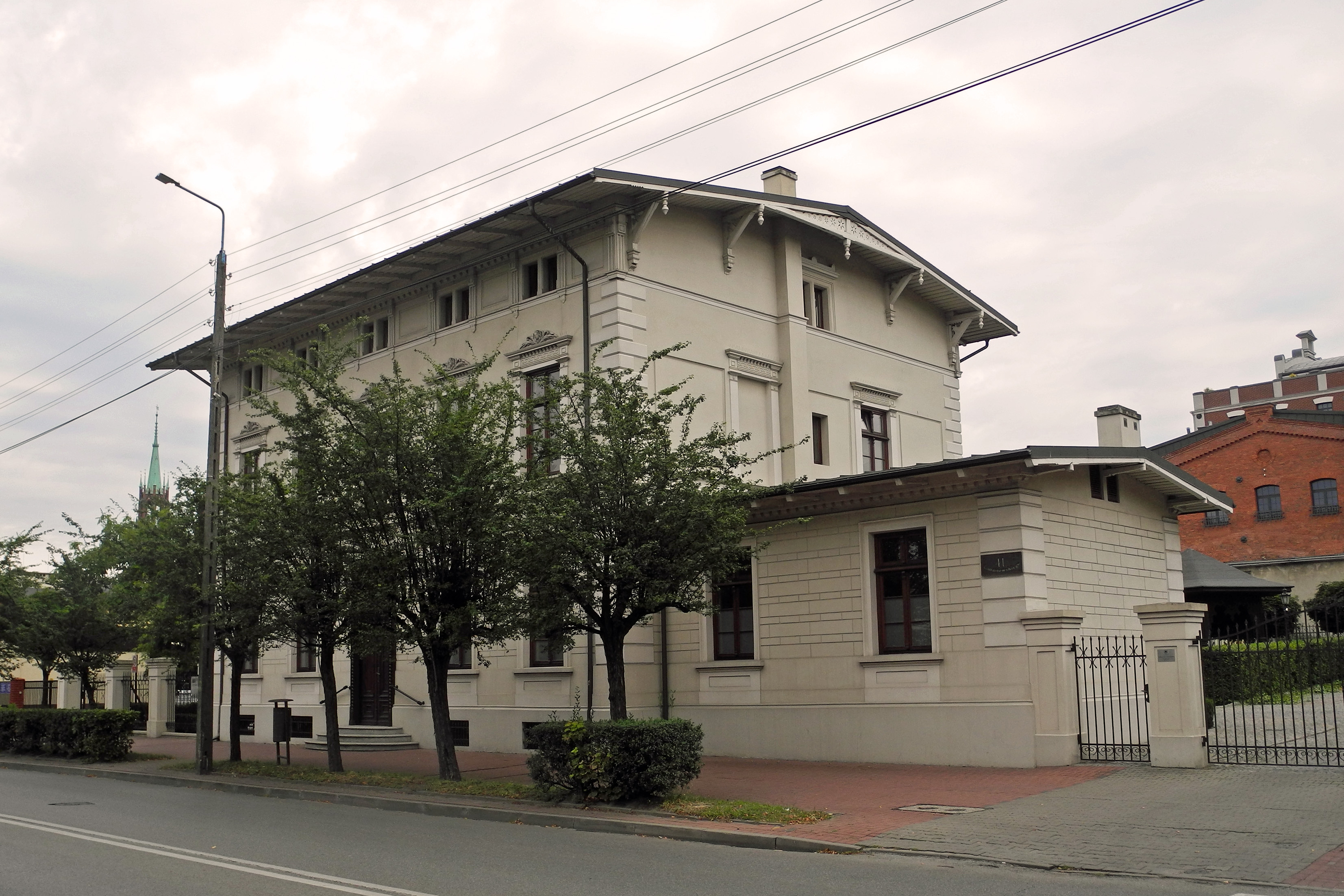
Das Tiroler Haus in Żyrardów

- Alte Spinnerei – Stara Przędzalnia in Żyrardów, errichtet 1833, Architekt: Jan Jakub Gay (1801–1849), Umbau zum Wohn- und Servicegebäude 2005 bis 2009 durch die Familie Anna und Piotr Błażejewski[12]
- Neue Spinnerei – Nowa Przędzalnia in Żyrardów, errichtet 1912–1913, eines der ersten Stahlbetongebäude in Polen, Umbau zum Wohn- und Servicegebäude 2007 bis 2009
- Pfarrkirche St. Borromäus (1891)
- Ehem. evangelische Himmelfahrtskirche (1898)
- Pfarrkirche Unsere Liebe Frau vom Trost, errichtet in den Jahren 1900–1903 im neugotischen Stil nach dem Entwurf von Józef Pius Dziekoński („Vater der polnischen Neugotik“), Vorbild war die Wiener Votivkirche, unter anderem erbaut aus Mitteln von C. Dittrich jr., der dafür auch über drei Millionen Ziegel aus seiner eigenen Ziegelei in Radziejowice bereitgestellt hat. Die Kirchenfenster wurden im Atelier von Józef Mehoffer angefertigt. Daneben befindet sich das Pfarrhaus (1903).
- Haus Resursa (errichtet um 1870, neu restauriert) mit Fresken und polychromen Bildern von T. Bagiński mit Theatersaal (ehem. Ballsaal), Restaurant, Bibliothek und Billardraum[13]
- Tiroler Haus des Ludwig Marcellin, ehem. Direktor von 1867 bis 1871[14]
- Villa Wilhelm Haupt, Geschäftsführer der Firma
- Palais Dittrich (1889–1896) im Stil der französischen Neorenaissance, im Stadtpark (Karl-Dittrich-Park) gelegen, jetzt Westmasowisches Museum mit dem authentischen Panorama der Stadt aus dem 19. Jahrhundert mit den Maßen 367 × 140 cm und eine Sammlung von Gemälden des Malers Józef Rapacki (1871–1929). Der Stadtpark wurde in den Jahren 1886–1896 nach einem Entwurf des sächsischen Gartenarchitekten Karl Sparmann angelegt.
- Kindergarten (Gebäude mit charakteristischer Kuppel)
- Kulturhaus „Ludowiec“ (Volkshaus) (1913)

Zur Erinnerung an die beiden Unternehmer Dittrich und Hielle in Żyrardów wurden zwei Straßen nach ihnen benannt.

## Söhne und Töchter der Stadt
- Alfred Ernest Garvie (1861–1945), britischer reformierter Theologe
- Paweł Hulka-Laskowski (1881–1946), Schriftsteller
- Albert Breyer (1889–1939), deutsch-polnischer Ethnograf, Volksschullehrer und Publizist
- Walter Brand (1907–1980), sudetendeutscher Politiker
- Leszek Miller (* 1946), Politiker, von 2001 bis 2004 Ministerpräsident Polens
- Lechosław Michalak (* 1956), Radrennfahrer
- Piotr Gontarczyk (* 1970), Historiker und Politologe
- Dariusz Kaczanowski (* 1971), Politiker
- Paweł Sajak (* 1977), Abgeordneter im Sejm
- Rafał Ratajczyk (* 1983), Bahn- und Straßenradrennfahrer
- Piotr Nowakowski (* 1987), Volleyballspieler

## Partnerstädte
- Lourmarin (Frankreich) (seit 2004)
- Hajdúszoboszló (Ungarn)
- Delčevo (Mazedonien)
- Le Creusot (Frankreich)
- Siero (Spanien)
- Tangshan (China)
- Krásná Lípa (Tschechien) (seit 2016)
- Trjawna (Bulgarien) (seit 2017)